# Christoph Brückner (Komponist)
Christoph Brückner (* 4. März 1965 in Alzenau) ist ein deutscher Organist und Komponist.

## Leben
Christoph Brücker erhielt ab dem sechsten Lebensjahr von seinen Eltern Klavierunterricht. Er besuchte das Riemenschneider-Gymnasium in Würzburg und erhielt ab 1976 Orgel- und Klavierunterricht bei Heribert Müller-Veith.
Er erlernte den Beruf des Bankkaufmanns und war bis 2007 als Investmentbanker in Frankfurt am Main tätig. Seitdem wirkt er als freiberuflicher Organist und Kirchenmusiker schwerpunktmäßig im Bistum Mainz und Bistum Fulda, aber darüber hinaus auch in evangelischen Kirchen. Zudem gibt er zahlreiche Orgelkonzerte, für die er die Konzertplakate entwirft.

## Werk
Neben der klassischen Literatur spielt Brückner in seinen Orgelkonzerten freie Improvisationen über geistliche und säkulare Melodien oder eigene Bearbeitungen klassischer oder moderner Kompositionen. Außerdem interpretiert er auch Popsongs von z. B. Queen, Michael Jackson, ABBA oder Lady Gaga auf der Kirchenorgel. In seinen Kompositionen überwiegen Choralbearbeitungen für Orgel solo in verschiedenen Stilrichtungen.

## Kompositionen (Auswahl)
- Brückners musikalisches Denkmal an Maximilian Kolbe „Freu Dich sehr, o meine Seele“. Verlag Daniel Kunert, 2018.
- Choral-Changes. Melodien zwischen Himmel und Erde. Verlag Daniel Kunert, 2010.
- Choral-Inspirations. Vertraute Choräle in neuen Formen. Verlag Daniel Kunert, 2009.
- Christ lag in Todesbanden. Verlag Daniel Kunert, 2015.
- Christ The Lord Is Risen Today. Verlag Daniel Kunert, 2022.
- curioso et furioso – „Fantasia – Toccata – Dansa – Marcia“. Verlag Daniel Kunert, 2014.
- Danse Macabre. Impressionen (Partita und Totentanz) über „Mitten wir im Leben sind mit dem Tod umfangen“. Verlag Daniel Kunert, 2012.
- Du meine Seele, s(w)inge.  Acht Choralintermezzi. Strube Edition 3592. Strube, München 2021.
- Ein feste Burg ist unser Gott. Verlag Daniel Kunert, 2015.
- Ein feste Burg ist unser Gott (Suite in sechs Sätzen). Verlag Daniel Kunert, 2017.
- Erhalt uns, Herr, bei deinem Wort. Verlag Daniel Kunert, 2015.
- Exotica. Verlag Daniel Kunert, 2021.
- Freude, schöner Götterfunken. Verlag Daniel Kunert, 2020.
- Heitere Orgelmusik. Verlag Daniel Kunert, 2021.
- In dir ist Freude. Verlag Daniel Kunert, 2021.
- Klezmer-Kapriolen. Verlag Daniel Kunert, 2019.
- Kontraste. 10 Variationen über „Wie soll ich dich empfangen“. Verlag Daniel Kunert, 2011.
- Lobe den Herren – Tetragon „Laudate Dominum“ (F-Dur). Verlag Daniel Kunert 2022.
- Lobe den Herren – Tetragon „Laudate Dominum“ (G-Dur). Verlag Daniel Kunert, 2022.
- Orgel-Partita „Befiehl Du Deine Wege“. Strube Edition 3524. Strube, München 2019.
- Luther-Collection. Verlag Daniel Kunert, 2016.
- Orgel-Partita „Großer Gott, wir loben Dich“. Strube Edition 3550. Strube, München 2020.
- Orgel-Partita „Lobet den Herren alle, die ihn ehren“. Verlag Daniel Kunert, 2020.
- Partita für Tasteninstrument „Remember Beethoven (Ode an die Freude)“. Strube Edition 3551. Strube, München 2019.
- Partita über „Nun freut euch“. Verlag Daniel Kunert, 2015.
- Rondo über Luther-Lieder. Verlag Daniel Kunert, 2015.
- Swing! Groovy & Golden Gospel. Verlag Daniel Kunert, 2013.
- Take Seven. Jazz-Movements & Reflections. Verlag Daniel Kunert, 2013.
- Tasten-Schabernack. 11 Kinder-, Volks- und Spaßlieder in den verschiedensten Varianten für Tasteninstrumente. Verlag Daniel Kunert, 2013.
- Triptychon über „Jesu meine Freude“. Verlag Daniel Kunert, 2012.
- Vater unser im Himmelreich. Verlag Daniel Kunert, 2015.
- Verleih uns Frieden gnädiglich. Eine Choralstudie in 10 Sätzen. Verlag Daniel Kunert, 2015.
- Verleih uns Frieden gnädiglich. 11 Variationen über das alte Luther-Lied. Verlag Daniel Kunert, 2015.
- Verleih uns Frieden gnädiglich. 3 Sätze. Verlag Daniel Kunert, 2023.
- Wohl denen, die da wandeln. Choral-Metamorphosen – Remember Heinrich Schütz. Verlag Daniel Kunert, 2022.

## CD
- „Magic Pipes“. Orgel in St. Jakobus, Herbstein. Timezone 2019.
- „Melodies At An Exhibition“. Klavier und Hammond Keyboard. Timezone 2022.